# Бурт

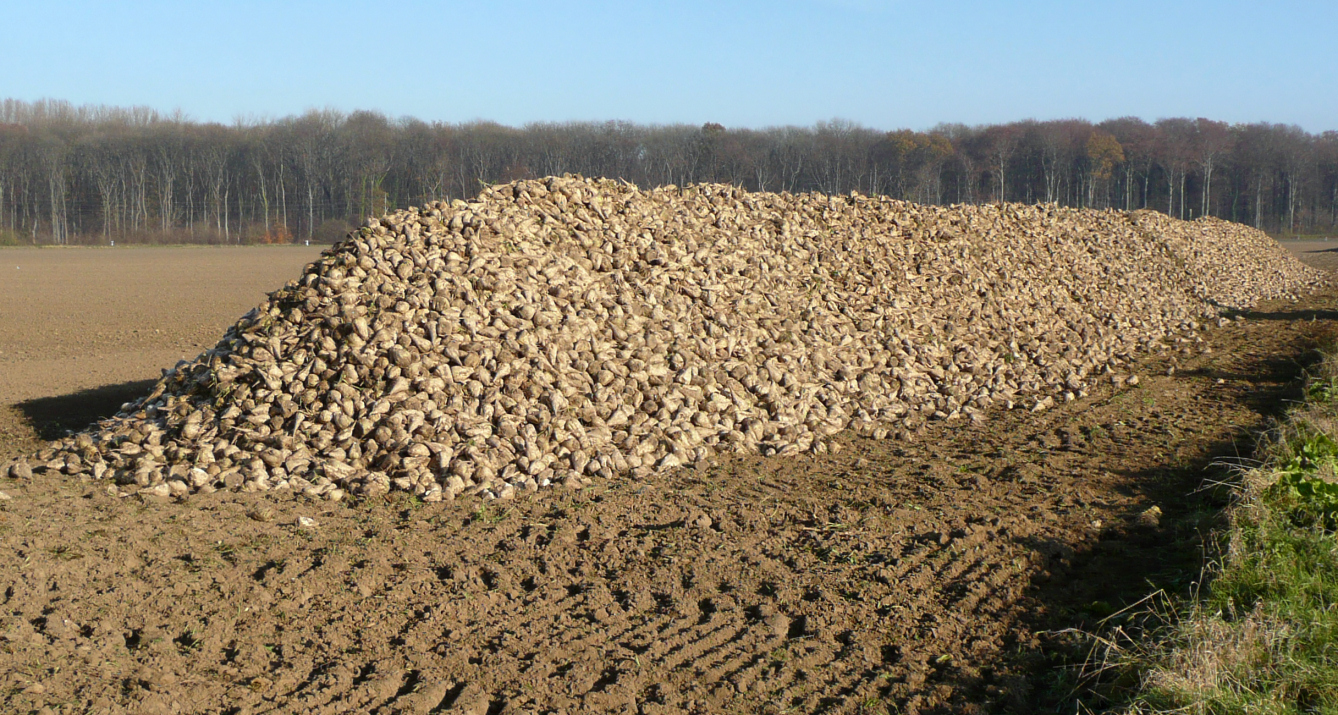
Бурт цукрових буряків на полі (Німеччина)

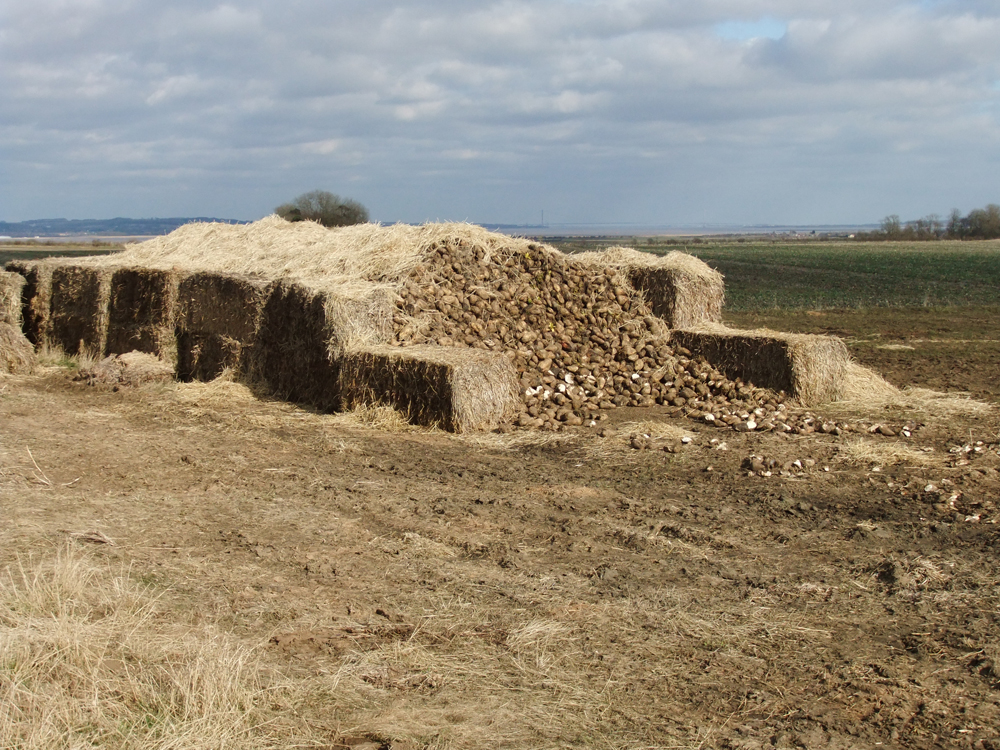
Кагат буряків

Бурт (через пол. burt від нім. Bord — «край», «борт»), також кага́т, діал. бурта — велика купа, переважно сільськогосподарської культури, що укладена на землю або в невеликий котлован, обладнаний системою вентиляції і термометрами для контролю режиму зберігання, укритий соломою і землею. Крім того, в кагатах-купах зберігають видобуту кам'яну сіль.

## Загальний опис
Для буртів вибирають ділянку з невеликим нахилом, щоб відводилися талі і дощові води, з граничним рівнем ґрунтових вод під поверхнею — 2 м. Важкі і глинисті ґрунти не задовольняють вимог, адже їм властиве підвищення рівня вологості повітря і концентрації вуглекислого газу, внаслідок чого погіршується режим зберігання, і зростають втрати продукції.
У буртах режим зберігання підтримують природною циркуляцією повітря проточними і витяжними каналами, і через тимчасове укриття. Для поліпшення вентиляції можна встановити вентилятори, для нагнітання повітря в проточний канал.
Зберігання продукції у буртах неефективне, через те що в них тяжко підтримувати оптимальний режим зберігання, є складнощі з механізації завантаження і вивантаження продукції, та її реалізацією в зимовий час, велика потреба в робочих руках.
Стаціонарні буртові майданчики, на відміну від буртів, мають постійні магістральні і розподільні канали для вентиляції, електровентилятори, встановлені у невеликих приміщеннях, до них підводять силову електролінію. Завдяки активній вентиляції тут швидше створюється оптимальний режим зберігання. Для завантаження і вивантаження продукції можна використати конвеєр ТЗК-30, систему конвеєрів та іншу техніку. На одному майданчику можна розмістити 6–12 буртів, місткістю 30–40 т кожний.
Великогабаритні бурти мають вентиляційний магістральний канал, вентилятори і силову електропроводку. Для механізації робіт, пов'язаних із завантаженням і вивантаженням продукції, використовують ту саму техніку, що й на стаціонарних буртових майданчиках. Ці бурти можна застосовувати для зберігання маточників коренеплодів, цибулі і насінної картоплі. Продовольчу картоплю у них зберігати недоцільно через складність реалізувати її у зимовий час.

## В індустрії вирощування грибів
Гній упереміш з соломою для ферментації укладаються в бурти завширшки — 1,5–2,5 м, заввишки — 2,0–2,5 м, і довільної довжини. Через 5–7 днів температура в центрі бурту, внаслідок дії термофільних бактерій, може досягати 80 °C, а після ферментації цю суміш використовують як субстрат для вирощування печериць.